# Día del Paludismo en las Américas

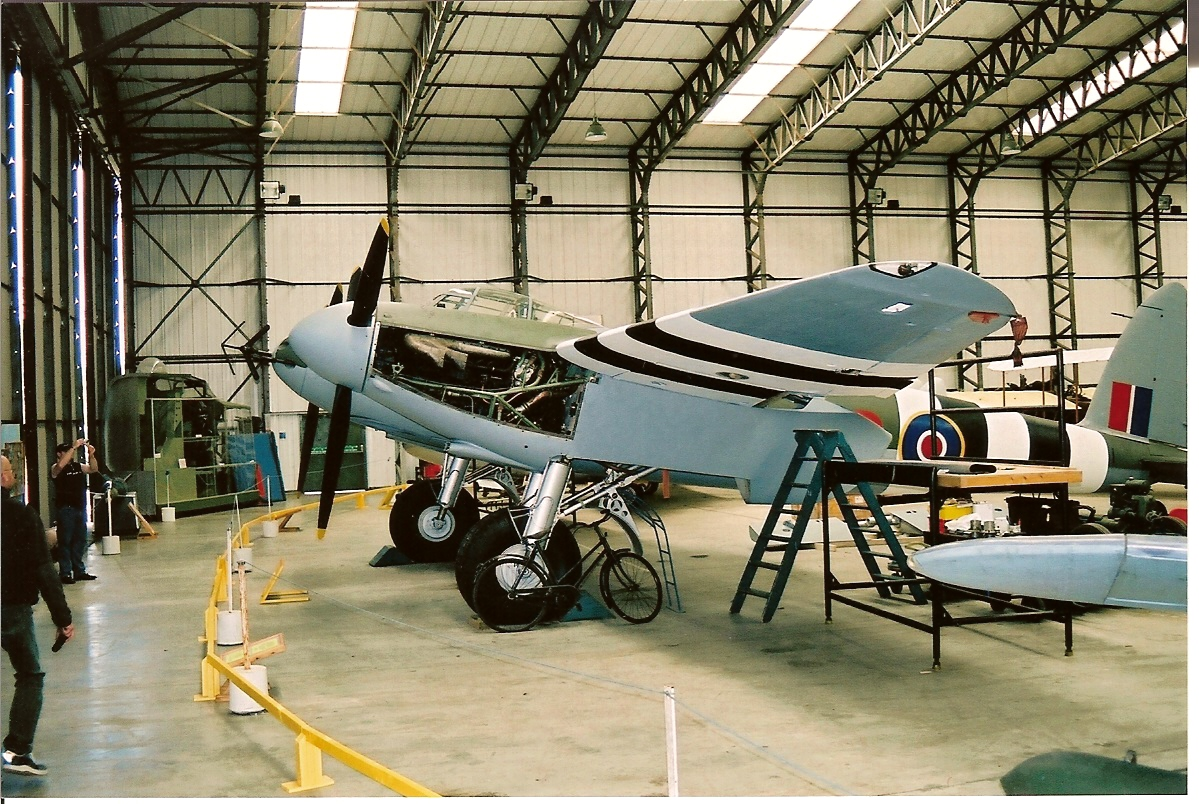

El Día del Paludismo en las Américas es una jornada que se celebra el 6 de noviembre desde 2007, fue promovida por la Organización Panamericana de la Salud en ese mismo año.
     0-0      1-2      3-54      55-325      326-679      680-949      950-1358

## Proclamación
El Día del Paludismo en las Américas fue proclamado el 4 de octubre de 2007 por la 27ª Conferencia Sanitaria Panamericana. Esta resolución instó a los Estados miembros a designar un día específico para reconocer los esfuerzos la prevención y control de la malaria. La proclamación busca promover la conciencia sobre la enfermedad, fortalecer las intervenciones de prevención y control, y movilizar apoyo financiero y técnico, con el objetivo de reducir significativamente la carga del paludismo en la región.

## Celebración
Este día se celebra anualmente el 6 de noviembre. Desde su primera conmemoración en 2007, se realizan actividades como campañas de sensibilización, eventos educativos, promoción de políticas de salud, y evaluaciones del progreso en la lucha contra el paludismo.
La primera celebración oficial se realizó en 2007. Las actividades típicas incluyen campañas de sensibilización, eventos educativos, promoción de políticas de salud, y evaluaciones de progreso en la lucha contra el paludismo.
Campeones contra la Malaria
Dentro de las actividades conmemorativas de la celebración, se destaca la entrega de reconocimientos a los "Campeones contra la Malaria en las Américas". Esta iniciativa, promovida por la Organización Panamericana de la Salud  (OPS) y socios internacionales, honra a individuos y organizaciones que han tenido un impacto significativo en la lucha contra la malaria. Los premios son parte de los eventos del Día del Paludismo en las Américas, reforzando así la conexión y alineación de ambas iniciativas en la promoción de prácticas efectivas y en el impulso de la erradicación de la malaria en la región.«Campañas anteriores de malaria - OPS/OMS | Organización Panamericana de la Salud». www.paho.org. Consultado el 8 de agosto de 2024.</ref>

## Temas
Resumen de campañas«Campañas anteriores de malaria - OPS/OMS | Organización Panamericana de la Salud». www.paho.org. Consultado el 8 de agosto de 2024.</ref>
- 2007: Marcando la diferencia en las Américas con activismo y alianzas efectivas contra el paludismo
- 2008: Unidos contra el paludismo - Superando los retos de una enfermedad sin fronteras
- 2009: Paludismo cuenta regresiva - Hacia las metas del 2010 y los objetivos de desarrollo del milenio de la ONU
- 2010: Cuenta regresiva del paludismo". Promoviendo mejores prácticas y colaboración
- 2011: La ruta para sostener el impacto e ir hacia la eliminación
- 2012: Testee. Trate. Vigile. Ampliando el diagnóstico, tratamiento y vigilancia de la malaria
- 2013 - 2015: Invertir en el futuro. Derrotar la malaria
- 2016 - 2017: Acabemos con el paludismo para siempre
- 2018: Preparados para vencer al paludismo
- 2019 - 2020: La malaria cero comienza conmigo
- 2021: Alcanzar la meta de paludismo cero
- 2022 - 2023: Lograr la meta de malaria cero[5][6]